# Bitonalność
Bitonalność – użycie w utworze w dwóch jednocześnie brzmiących głosach dwóch różnych tonacji, np. preludium Żagle Claude'a Debussy'ego (końcowy fragment utworu w tonacjach C-dur i Des-dur) i zbudowana w tonacjach C-dur i Fis-dur fanfara na początku baletu Pietruszka Igora Strawinskiego: